# Jason Witten
Jason Witten (født 6. maj 1982 i Elizabethton, Tennessee, USA) er en amerikansk footballspiller, der spiller i NFL som tight end for Dallas Cowboys. Han kom ind i ligaen før 2003-sæsonen og har ikke spillet for andre klubber end Cowboys.
Witten er ikke mindre end ni gange blevet udvalgt til Pro Bowl, NFL's All Star-kamp.

## Klubber
- 2003-: Dallas Cowboys